# Mieleszyn (gmina)
Pour les articles homonymes, voir Mieleszyn.
Mieleszyn est une gmina rurale du powiat de Gniezno, Grande-Pologne, dans le centre-ouest de la Pologne. Son siège est le village de Mieleszyn, qui se situe environ 17 km au nord-ouest de Gniezno et 50 km au nord-est de la capitale régionale Poznań.
La gmina couvre une superficie de 99,24 km2 pour une population de 4 021 habitants en 2016.

## Géographie

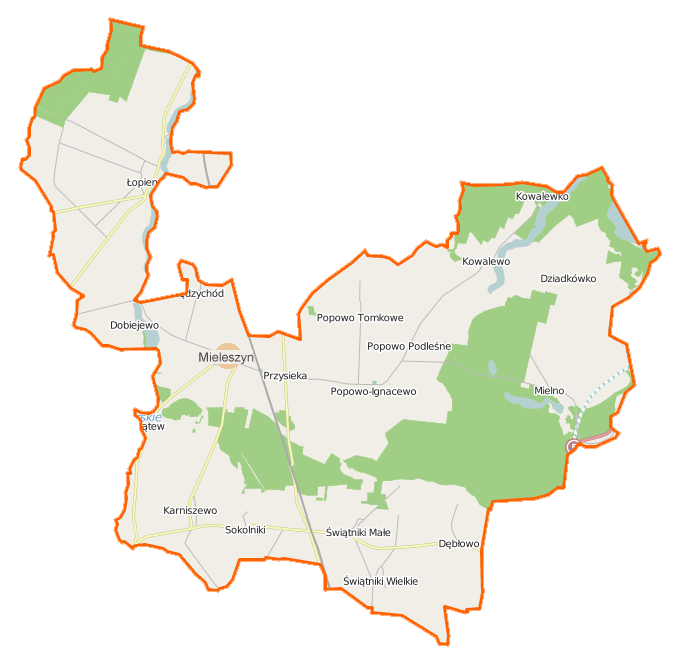
Plan de la gmina.

La gmina inclut les villages et les localités de :
- Borzątew
- Dębłowo
- Dobiejewo
- Dziadkówko
- Dziadkowo
- Karniszewo
- Kowalewko
- Kowalewo
- Łopienno
- Mieleszyn
- Mielno
- Popowo-Ignacewo
- Popowo Tomkowe
- Przysieka
- Sokolniki
- Świątniki Małe
- Świątniki Wielkie

### Gminy voisines
La gmina de Mieleszyn est bordée des gminy de :
- Gniezno
- Janowiec Wielkopolski
- Kłecko
- Mieścisko
- Rogowo

## Structure du terrain
D'après les données de 2002, la superficie de la commune de Mieleszyn est de 113,41 km2, répartis comme tel :
- terres agricoles : 67 %
- forêts : 24 %

La commune représente 7,91 % de la superficie du powiat.

## Démographie
Données du 30 juin 2004 :
| Description        | Total  | Total | Femmes | Femmes | Hommes | Hommes |
| ------------------ | ------ | ----- | ------ | ------ | ------ | ------ |
| Unité              | Nombre | %     | Nombre | %      | Nombre | %      |
| population         | 4 138  | 100   | 2 043  | 51,3   | 1 938  | 48,7   |
| Densité (hab./km²) | 40,1   | 40,1  | 20,6   | 20,6   | 19,5   | 19,5   |